# سار پشت‌بنفش
سار پشت‌بنفش (نام علمی: Cinnyricinclus leucogaster) نام یک گونه از خانواده ساران است.